# Yannick Lincoln
Yannick Lincoln (Curepipe, 30 december 1982) is een Mauritiaans wielrenner die zevenmaal nationaal kampioen tijdrijden werd.

## Carrière
Lincoln begon op vijfjarige leeftijd met fietsen en won zes jaar later zijn eerste amateurwedstrijd op Mauritius. Lincoln deed ook aan paardrijden tot zijn vijftiende waarna hij zich volledig ging focussen op de wielersport. Op z'n achttiende vertrok hij naar Frankrijk, twee jaar later reed hij voor vijf seizoenen bij een amateurploeg uit Toulouse, G.S.C. Blagnac. Bij die ploeg was hij onder meer een jaar ploeggenoot van de Japanner Yukiya Arashiro. Deze jaren leverde hem echter geen profcontract op bij een professionele wielerploeg. Sindsdien behaalt hij zijn voornaamste resultaten op Mauritiaanse bodem. Zo werd hij tussen 2007 en 2015 in totaal zeven keer nationaal kampioen tijdrijden en won hij tussen 2008 en 2017 negen etappes en viermaal het eindklassement in de Ronde van Mauritius.
Zijn twee jaar jongere broer Christophe is eveneens wielrenner.

## Overwinningen
2003
 Ploegentijdrit op de Indische Oceaan-eilanden Spelen, elite
2005
Proloog Ronde van Mauritius
Eindklassement Ronde van Mauritius
2007
 Mauritiaans kampioen tijdrijden, elite
2008
 Mauritaans kampioen tijdrijden, elite
3e etappe Ronde van Mauritius
2009
 Mauritaans kampioen tijdrijden, elite
2010
 Mauritaans kampioen tijdrijden, elite
1e en 5e etappe Ronde van Mauritius
2011
 Ploegentijdrit op de Indische Oceaan-eilanden Spelen, elite
 Tijdrit op de Indische Oceaan-eilanden Spelen, elite
 Mauritaans kampioen tijdrijden, elite
1e en 5e etappe Ronde van Mauritius
Eindklassement Ronde van Mauritius
2012
 Mauritaans kampioen tijdrijden, elite
Eindklassement Ronde van Mauritius
2013
 Mauritaans kampioen tijdrijden, elite
6e etappe Ronde van Mauritius
Eindklassement Ronde van Mauritius
2014
 Mauritaans kampioen tijdrijden, elite
1e etappe Ronde van Mauritius (ploegentijdrit)
Eindklassement Ronde van Mauritius
2015
 Wegwedstrijd op de Indische Oceaan-eilanden Spelen, elite
 Mauritaans kampioen tijdrijden, elite
2017
1e en 5e etappe Ronde van Mauritius
2019
 Ploegentijdrit op de Indische Oceaan-eilanden Spelen, elite
2020
 Mauritaans kampioen tijdrijden, elite